# Alliance française
Alliance Française är en förening som bildades 1883 i Paris av några enskilda initiativtagare, varav de flesta var universitetslärare, och som har till ändamål att sprida kännedom om det franska språket och fransk litteratur, vetenskap och konst utanför Frankrike.
Från sin första upprinnelse erhöll föreningen kraftigt understöd av inflytelserika personer inom olika samhällsklasser. I den första styrelsen ingick många kända personer, bland annat Louis Pasteur, Ernest Renan och Jules Verne. Under ledning av ett råd som består av femtio medlemmar, bland vilka väljes ett utskott av tio personer för behandling av löpande ärenden, har föreningen bland annat genom att hålla sig utanför alla religiösa och politiska strider lyckats vinna en stor spridning. 
År 2015 omfattade Alliance Française totalt 850 föreningar i 136 länder, varav ett tjugotal i Sverige. Föreningarna är självständiga och har franchiseavtal med Alliance française de Paris, som har rätten till varumärket. Den första föreningen i Sverige bildades 1889 i Stockholm (med Joseph Müller som drivande kraft) under namnet "Samfundet Alliance Française", följd 1891 av en avdelning i Uppsala och 1892 av en i Göteborg. I Finland finns inga föreningar.

## Milstolpar
- 1883 - Initiativ till föreningen tas av ambassadör Paul Cambon
- 1884 - Alliance Française de Paris grundas
  - Barcelona blir första utomfranska stad att grunda en förening
  - Afrika får sin första förening i Senegal
  - Latinamerika får sin första förening i Mexiko
- 1886 - Alliance Française får officiellt erkännande från den franska regeringen
- 1889 - Första föreningen i Asien (Indien)
  - Första föreningen i Sverige
- 1890 - Första föreningen i Australien
- 1902 - Första föreningen i Nordamerika (McGill University i Montréal, Kanada)
- 1917 - Första föreningen i Västindien (Dominikanska republiken)

## Alliance Française i Sverige
Det finns 17 Alliances Françaises i Sverige : 
- Ångermanland
- Falun
- Gävle
- Göteborg
- Halmstad
- Helsingborg
- Jönköping
- Linköping
- Luleå
- Lund-Malmö
- Norrköping
- Nyköping
- Örebro
- Östersund
- Stockholm
- Umeå
- Upsal